# 7 Armia (Cesarstwo Niemieckie)

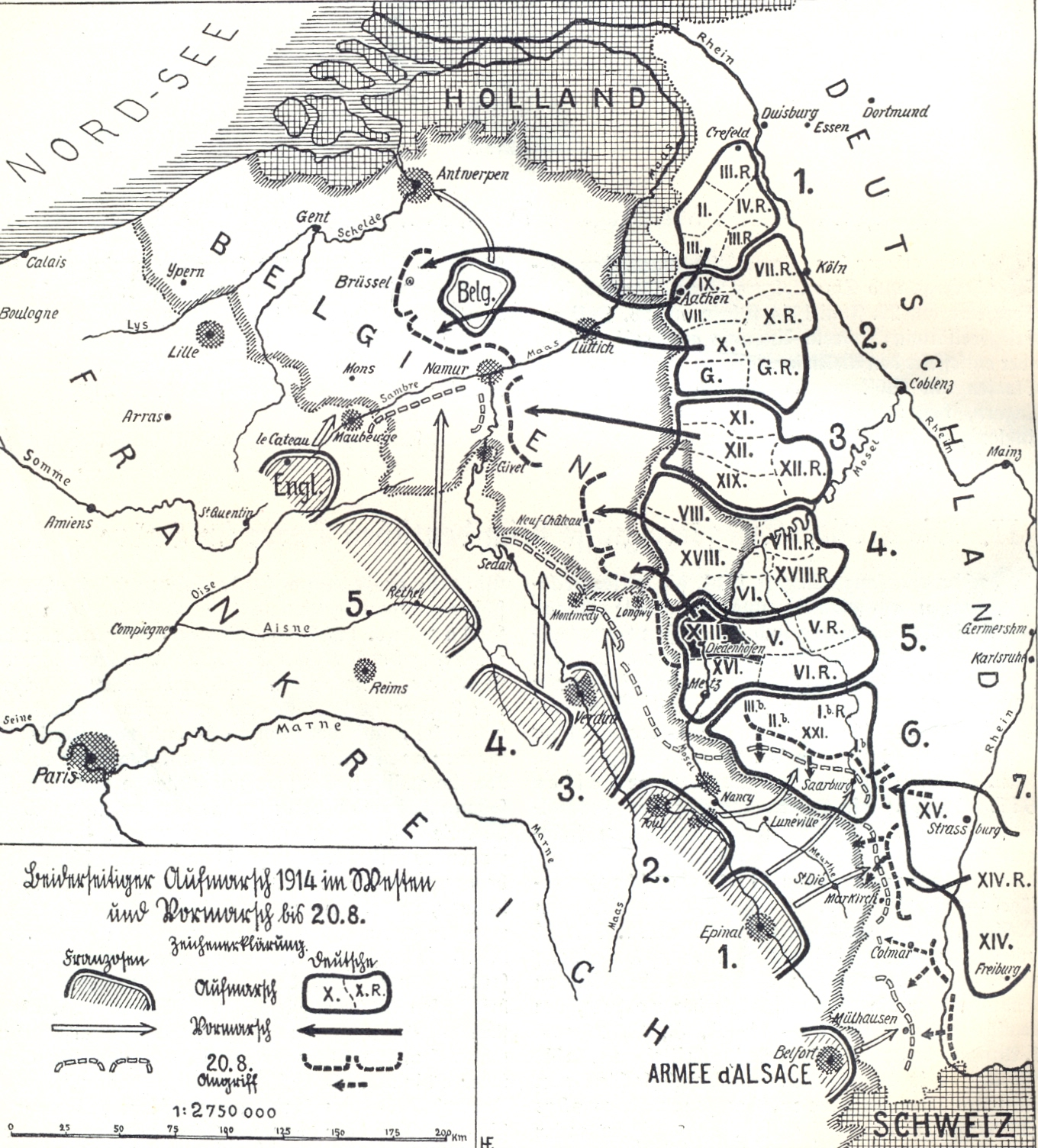
Rowiniecie niemieckich armii na froncie zachodnim w sierpniu 1914

7 Armia  (niem. 7. Armee)  – związek operacyjny Armii Cesarstwa Niemieckiego. 
W sierpniu 1914 rozwinięto w Niemczech do etatów wojennych związki operacyjne (armie). Tak zmobilizowaną 7 Armię Polową wysłano do walk na front zachodni.

## Struktura organizacyjna
Skład od 2 VIII 1914 do 20 IX 1915:
- dowództwo armii
- XIV Korpus Armijny[b]
- XV Korpus Armijny[c]
- XIV Rezerwowy Korpus Armijny[d]
- XV Rezerwowy Korpus Armijny
- 55 Mieszana Brygada Landwehry
- 60 Mieszana Brygada Landwehry
- 1 Bawarska Mieszana Brygada Landwehry
- 2 Bawarska Mieszana Brygada Landwehry